# Gernot Döllner

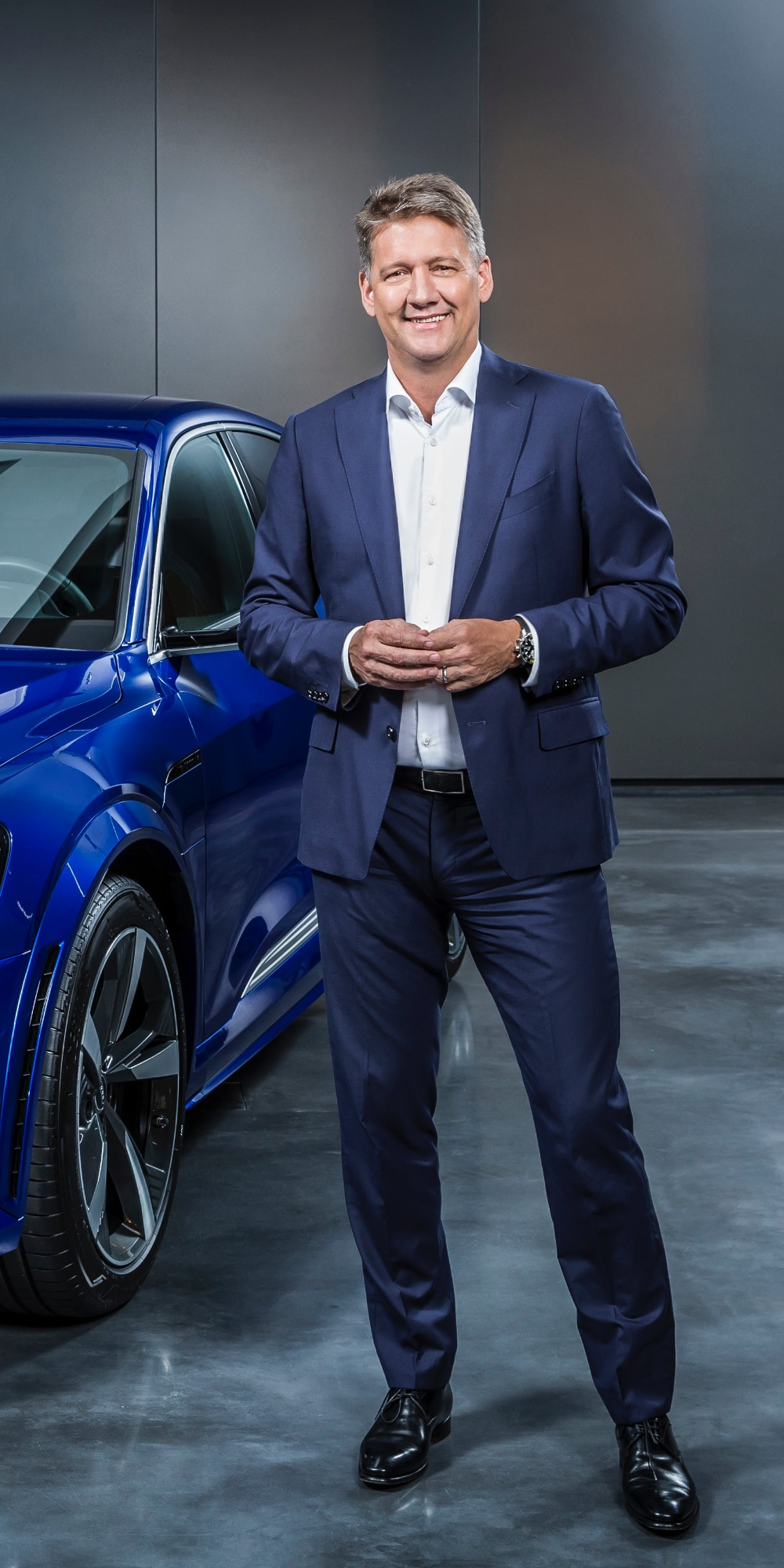
Gernot Döllner (2023)

Gernot Döllner (* 1969) ist ein deutscher Ingenieur und Manager. 2023 wurde er zum Vorsitzenden des Vorstands von Audi berufen. Döllner gehört dem Vorstand von Volkswagen an und verantwortet in dieser Rolle die Markengruppe Progressive mit Audi, Bentley, Lamborghini und Ducati. Zuvor war er Chefstratege und Generalsekretär des Volkswagen-Konzerns.

## Ausbildung
Döllner stammt aus Bückeburg in Niedersachsen. Nach dem Abitur am Gymnasium Adolfinum studierte er Maschinenbau, Konstruktions- und Fahrzeugtechnik an der Technischen Universität Braunschweig. Auslandsaufenthalte führten ihn nach Kanada an die University of Waterloo. 1996 promovierte Döllner an der Fakultät für Maschinenbau und Elektrotechnik der TU Braunschweig zum Doktor-Ingenieur.

## Karriere
Döllner startete seine Karriere im Jahr 1993 als Doktorand bei Volkswagen in Wolfsburg. Anschließend arbeitete er als Systemanalytiker für den Volkswagen-Konzern.
1998 wechselte Döllner zu Porsche nach Stuttgart, wo er zunächst als Projektleiter im Re-Engineering tätig war. 2001 rückte er zum Abteilungsleiter und später zum Hauptabteilungsleiter auf. Er verantwortete unter anderem die Entwicklung des Porsche 918 Spyder und leitete von 2011 bis 2018 die gesamte Panamera-Baureihe. Zuletzt war er Leiter Produkt und Konzept bei Porsche.
2021 kehrte Döllner zu Volkswagen nach Wolfsburg zurück. Dort übernahm er die Leitung der Konzernstrategie, der Produktstrategie und das Generalsekretariat des Konzerns. Er war maßgeblich an der Ausrichtung auf Elektromobilität beteiligt.
Zum 1. September 2023 wurde Döllner zum Vorsitzenden des Vorstands von Audi bestellt. Des Weiteren erhielt Döllner einen Sitz im Vorstand des Volkswagen-Konzerns. In dieser Position übernahm er die Verantwortung für die gesamte Markengruppe Progressive um Audi, Bentley, Lamborghini und Ducati. Um den Wandel zur E-Mobilität bei Audi zu forcieren, setzt er eine große Produktoffensive um. Im März 2024 übernahm er neben seinem Posten als CEO auch das Entwicklungsressort der Marke.
2023 wurde Döllner in den Aufsichtsrat des FC Bayern München gewählt und stellvertretender Vorsitzender des Kontrollgremiums. Audi ist dort Sponsor und Anteilseigner.